# Échevronne
Échevronne är en kommun i departementet Côte-d'Or i regionen Bourgogne-Franche-Comté i östra Frankrike. Kommunen ligger i kantonen Beaune-Nord som tillhör arrondissementet Beaune. År 2022 hade Échevronne 309 invånare.

## Befolkningsutveckling
Antalet invånare i kommunen Échevronne
Referens:INSEE